# Romulea maculata
Romulea maculata är en irisväxtart som beskrevs av John Charles Manning och Peter Goldblatt. Romulea maculata ingår i släktet Romulea och familjen irisväxter. Inga underarter finns listade i Catalogue of Life.